# Troe s odnoj ulicy
Troe s odnoj ulicy (Трое с одной улицы) è un film del 1936 diretto da Nikolaj Grigor'evič Špikovskij.